# Allylhexanoat
Allylhexanoat ist eine chemische Verbindung aus der Gruppe der Carbonsäureester.

## Vorkommen
Allylhexanoat kommt natürlich in Ananas, gebackenen Kartoffeln und Pilzen vor.

## Gewinnung und Darstellung
Allylhexanoat kann durch Veresterung von Capronsäure mit Allylalkohol in Gegenwart von konzentrierter Schwefelsäure oder von Naphthalin-β-sulfonsäure in Benzol unter Stickstoffabschluss.

## Eigenschaften
Allylhexanoat ist eine brennbare, schwer entzündbare, farblose Flüssigkeit mit fruchtigem Geruch, die praktisch unlöslich in Wasser ist.

## Verwendung
Allylhexanoat ist eine flüchtige Aromastoffverbindung mit Ananasgeschmack. Sie wird als Aromastoff in Kaugummi, Süßigkeiten und Backwaren verwendet. Er ist in der EU in der Unionsliste der Aromastoffe Anhang I Teil A der EG-Aromenverordnung gelistet ist. Bei einer Konzentration von 10 ppm hat Allylhexanoat einen süßen, frischen, saftigen, fruchtigen Geschmack, welcher in charakteristischer Weise an Ananas erinnert. Folglich wird es in zahlreichen fruchtigen Aromen für z. B. Getränke, Backwaren, Kaugummi, Süßigkeiten etc. eingesetzt, aber auch in Fleischwaren oder Soßen findet Allylhexanoat als Aromastoff Anwendung.

## Sicherheitshinweise
Die Dämpfe von Allylhexanoat können mit Luft ein explosionsfähiges Gemisch (Flammpunkt 66 °C) bilden.